# جو هارفي ألين
جو هارفي ألين (بالإنجليزية: Jo Harvey Allen)‏ هي ممثلة أمريكية، ولدت في 1945.

## أعمال

### أفلام
- (2014) رجل المنزل[2]

## وصلات خارجية
- جو هارفي ألين على موقع IMDb (الإنجليزية)
- جو هارفي ألين على موقع ألو سيني (الفرنسية)
- جو هارفي ألين على موقع أول موفي (الإنجليزية)
- جو هارفي ألين على موقع قاعدة بيانات الأفلام السويدية (السويدية)
- جو هارفي ألين على موقع قاعدة بيانات الفيلم (الإنجليزية)
- جو هارفي ألين على موقع كينوبويسك (الروسية)